# (6058) Carlnielsen
(6058) Carlnielsen est un astéroïde de la ceinture principale.

## Description
(6058) Carlnielsen est un astéroïde de la ceinture principale. Il fut découvert le 7 novembre 1978 à l'Observatoire Palomar par Eleanor Francis Helin et Schelte J. Bus. Il présente une orbite caractérisée par un demi-grand axe de 2,23 UA, une excentricité de 0,17 et une inclinaison de 4,6° par rapport à l'écliptique.

## Nom
Cet astéroïde est nommé en hommage au compositeur danois Carl Nielsen (1865-1931).